# Nell Rebecchi
Nell "Jellyfish" Rebecchi Mitchell, es un personaje ficticio de la serie de televisión australiana Neighbours, interpretado por la infante Scarlett Anderson del 7 de enero de 2013 hasta ahora.

## Biografía
Cuando Toadfish Rebecchi y Sonya Mitchell descubren que está embarazada la pareja se emociona ya que llevaban tiempo intentándolo, meses después cuando Karl les dice si quieren saber el sexo del bebé Sonya le dice que no que le gustaría que fuera una sorpresa, sin embargo Toadie quiere saberlo e intenta sin éxito varias formas de averiguarlo. 
Una tarde mientras Sonya duerme Toadie intenta descubrir el sexo del bebé y comienza a mover un cristal que le dice que tendrán un niño, cuando Sonya se despierta y lo descubre decide llevarlo al hospital para que Karl les diga el sexo, ahí Karl les dice que no están esperando un niño sino una niña lo que deja a Toadie y Sonya encantados.
Cuando Sonya encuentra una foto de Eleanor "Nell" Mangel decide llamar a su hija Nell. Sonya contrata a un doula llamado Alex Delpy para que la apoye en el trabajo de parto, después de platicar con él Sonya decide que dará a luz a su hija en casa y bajo agua, lo que no le gusta a Toadie.
Más tarde Sonya tiene que ser llevada al hospital luego de que su bolsa de agua se rompiera y Alex se diera cuenta de que había meconio en el líquido amniótico lo cual preocupa a Sonya y Toadie, ahí la pareja es atendida por Karl Kennedy y el 7 de diciembre de 2012 le dan la bienvenida a su primera hija juntos. Las cosas parecen ir bien pero más tarde ese mismo día Toadie descubre a Sonya inconsciente en su cama y rápidamente Karl la lleva a la sala de operaciones donde es intervenida quirúrgicamente.